# Tòa án cấp cao của Ấn Độ
Tòa án cấp cao của Ấn Độ là tòa án phúc thẩm cao nhất ở mỗi bang và lãnh thổ liên bang của Ấn Độ. Tòa án cấp cao xét xử sơ thẩm những vụ án hình sự, dân sự nếu tòa án cấp dưới không có thẩm quyền xét xử những vụ án đó do thiếu thẩm quyền cụ thể hoặc lãnh thổ. Tòa án cấp cao cũng xét xử sơ thẩm một số vụ việc nhất định nếu được Hiến pháp Ấn Độ, luật bang hoặc luật liên bang quy định.
Tòa án cấp cao chủ yếu xét xử phúc thẩm bản án, quyết định sơ thẩm của tòa án cấp dưới và xem xét đơn kiến nghị theo Điều 226 và Điều 227 Hiến pháp Ấn Độ. Tòa án cấp cao cũng có thẩm quyền ban hành lệnh, trát.
Mỗi bang được chia thành các khu vực tư pháp, mỗi khu vực tư pháp có một tòa án sơ thẩm. Thẩm phán sơ thẩm là người có thẩm quyền cao nhất dưới thẩm phán tòa án cấp cao. Dưới thẩm phán sơ thẩm là các tòa án dân sự. Điều 141 Hiến pháp Ấn Độ quy định các tòa án, bao gồm cả tòa án cấp cao, đều phải tuân theo án lệ, quyết định và lệnh của Tòa án Tối cao Ấn Độ.
Điều 217 Hiến pháp Ấn Độ quy định thẩm phán tòa án cấp cao do tổng thống bổ nhiệm sau khi thảo luận với chánh án Ấn Độ và thống đốc bang. Tuy nhiên, trên thực tế việc bổ nhiệm thẩm phán do Hội đồng tư pháp gồm chánh án Ấn Độ và bốn thẩm phán thâm niên nhất của Tòa án tối cao quyết định. Chánh án tòa án cấp cao là người đứng đầu tòa án, đứng thứ mười bốn (trong bang của họ) và thứ mười bảy (ngoài bang của họ) theo thứ tự ưu tiên của Ấn Độ. Số lượng thẩm phán của một tòa án cấp cao bằng số lượng trung bình các vụ án được thụ lý trong năm năm qua chia cho số lượng trung bình các vụ án trên cả nước hoặc số lượng trung bình các vụ án được giải quyết mỗi năm của một thẩm phán tại tòa án cấp cao đó, tùy theo con số nào cao hơn.
Tòa án cấp cao Madras là tòa án cấp cao lâu đời nhất của Ấn Độ, được thành lập vào ngày 26 tháng 6 năm 1862. Những tòa án cấp cao giải quyết nhiều vụ án của một khu vực đều có tòa thường trực tại khu vực đó. Tòa án cấp cao cũng thành lập tòa ở những bang thuộc thẩm quyền của tòa án mà nằm ngoài lãnh thổ của tòa án. Tòa lưu động có thể được tòa án cấp cao thành lập tại những bang nhỏ có ít vụ án, là tòa án tạm thời tổ chức xét xử trong một vài tháng trong năm. Do đó, các vụ án xảy ra trong năm sẽ được đưa ra xét xử khi tòa lưu động họp. Theo một nghiên cứu do tổ chức phi chính phủ Daksh thực hiện tại 21 tòa án cấp cao với sự hợp tác của Bộ Pháp luật và Tư pháp vào tháng 3 năm 2015, thời gian giải quyết một vụ án tại tòa án cấp cao trung bình là 3 năm.
Trụ sở Tòa án cấp cao Bombay (một phần của Quần thể kiến trúc Gothic thời Victoria và Art Deco tại Mumbai) và Tòa án cấp cao Punjab và Haryana (một công trình kiến trúc của Le Corbusier) là Di sản thế giới.
Tòa án cấp cao của Ấn Độ khác biệt đáng kể với tòa án bang của những liên bang khác vì Hiến pháp Ấn Độ quy định chi tiết về tổ chức và hoạt động thống nhất của các tòa án cấp cao. Tại những liên bang khác như Hoa Kỳ, tòa án tiểu bang được thành lập theo hiến pháp tiểu bang và có sự khác biệt rất lớn giữa các tiểu bang.

## Tòa án cấp cao theo bang và lãnh thổ liên bang
Tòa án cấp cao Calcutta tại Kolkata (thành lập năm 1862), Tòa án cấp cao Bombay tại Mumbai (thành lập năm 1862), Tòa án cấp cao Madras tại Chennai (thành lập năm 1862), Tòa án cấp cao Allahabad tại Allahabad (thành lập năm 1866) và Tòa án cấp cao Bangalore (nay là Tòa án cấp cao Karnataka ) tại Bengaluru (thành lập năm 1884) là năm tòa án cấp cao lâu đời nhất của Ấn Độ. Tòa án cấp cao Andhra và Tòa án cấp cao Telangana là những tòa án cấp cao mới nhất, được thành lập vào ngày 1 tháng 1 năm 2019 theo Luật Cải tổ Andhra Pradesh 2014.
| #         | Tòa án                                    | Thành lập            | Luật                                                               | Phạm vi thẩm quyền theo lãnh thổ                        | Trụ sở chính   | Tòa                        | Thẩm phán | Thẩm phán | Thẩm phán | Chánh án                                   |
| --------- | ----------------------------------------- | -------------------- | ------------------------------------------------------------------ | ------------------------------------------------------- | -------------- | -------------------------- | --------- | --------- | --------- | ------------------------------------------ |
| 1         | Tòa án cấp cao Allahabad                  | 17 tháng 3 năm 1866  | Luật Tổ chức Tòa án cấp cao 1861                                   | Uttar Pradesh                                           | Prayagraj      | Lucknow                    | 160       | 119       | 41        | Arun Bhansali                              |
| 2         | Tòa án cấp cao Andhra Pradesh             | 1 tháng 1 năm 2019   | Luật Cải tổ Andhra Pradesh 2014                                    | Andhra Pradesh                                          | Amaravati      | —                          | 37        | 28        | 9         | Dhiraj Singh Thakur                        |
| 3         | Tòa án cấp cao Bombay                     | 14 tháng 8 năm 1862  | Luật Tổ chức Tòa án cấp cao 1861                                   | Goa, Dadra và Nagar Haveli và Daman và Diu, Maharashtra | Mumbai         | Aurangabad, Nagpur, Panaji | 94        | 71        | 23        | Devendra Kumar Upadhyaya                   |
| 4         | Tòa án cấp cao Calcutta                   | 2 tháng 7 năm 1862   | Luật Tổ chức Tòa án cấp cao 1861                                   | Quần đảo Andaman và Nicobar, Tây Bengal                 | Kolkata        | Port Blair Jalpaiguri      | 98        | 78        | 28        | T. S. Sivagnanam                           |
| 5         | Tòa án cấp cao Chhattisgarh               | 1 tháng 11 năm 2000  | Luật Cải tổ Madhya Pradesh 2000                                    | Chhattisgarh                                            | Bilaspur       | —                          | 22        | 17        | 5         | Ramesh Sinha                               |
| 6         | Tòa án cấp cao Delhi                      | 31 tháng 10 năm 1966 | Luật Tổ chức Tòa án cấp cao Delhi 1966                             | Delhi                                                   | New Delhi      | —                          | 60        | 46        | 14        | Manmohan (quyền chánh án)                  |
| 7         | Tòa án cấp cao Gauhati                    | 1 tháng 3 năm 1948   | Luật Chính phủ Ấn Độ 1935                                          | Arunachal Pradesh, Assam, Mizoram, Nagaland             | Guwahati       | Aizawl, Itanagar, Kohima   | 30        | 22        | 8         | Vijay Bishnoi                              |
| 8         | Tòa án cấp cao Gujarat                    | 1 tháng 5 năm 1960   | Luật Cải tổ Bombay 1960                                            | Gujarat                                                 | Ahmedabad      | —                          | 52        | 39        | 13        | Sunita Agarwal                             |
| 9         | Tòa án cấp cao Himachal Pradesh           | 25 tháng 1 năm 1971  | Luật Cải tổ Himachal Pradesh 1970                                  | Himachal Pradesh                                        | Shimla         | —                          | 17        | 13        | 4         | M. S. Ramachandra Rao                      |
| 10        | Tòa án cấp cao Jammu và Kashmir và Ladakh | 26 tháng 3 năm 1928  | Chế cáo của Đại vương Kashmir, Luật Cải tổ Jammu và Kashmir 2019   | Jammu và Kashmir, Ladakh                                | Srinagar/Jammu | —                          | 17        | 13        | 4         | N. Kotiswar Singh                          |
| 11        | Tòa án cấp cao Jharkhand                  | 15 tháng 11 năm 2000 | Luật Cải tổ Bihar 2000                                             | Jharkhand                                               | Ranchi         | —                          | 25        | 20        | 5         | Shree Chandrashekhar (quyền chánh án)      |
| 12        | Tòa án cấp cao Karnataka                  | 1884                 | Luật Tổ chức Tòa án cấp cao Mysore 1884                            | Karnataka                                               | Bengaluru      | Dharwad, Kalaburagi        | 62        | 47        | 15        | Nilay Vipinchandra Anjaria                 |
| 13        | Tòa án cấp cao Kerala                     | 1 tháng 11 năm 1956  | Luật Điều chỉnh địa giới bang 1956                                 | Kerala, Lakshadweep                                     | Kochi          | —                          | 47        | 35        | 12        | Ashish Jitendra Desai                      |
| 14        | Tòa án cấp cao Madhya Pradesh             | 2 tháng 1 năm 1936   | Luật Chính phủ Ấn Độ 1935                                          | Madhya Pradesh                                          | Jabalpur       | Gwalior, Indore            | 53        | 39        | 14        | Sheel Nagu (quyền chánh án)                |
| 15        | Tòa án cấp cao Madras                     | 26 tháng 6 năm 1862  | Luật Tổ chức Tòa án cấp cao 1861                                   | Tamil Nadu, Puducherry                                  | Chennai        | Madurai                    | 75        | 56        | 19        | R. Mahadevan (quyền chánh án)              |
| 16        | Tòa án cấp cao Manipur                    | 25 tháng 3 năm 2013  | Luật Cải tổ khu vực Đông Bắc và sửa đổi một số luật liên quan 2012 | Manipur                                                 | Imphal         | —                          | 5         | 4         | 1         | Siddharth Mridul                           |
| 17        | Tòa án cấp cao Meghalaya                  | 23 tháng 3 năm 2013  | Luật Cải tổ khu vực Đông Bắc và sửa đổi một số luật liên quan 2012 | Meghalaya                                               | Shillong       | —                          | 4         | 3         | 1         | S. Vaidyanathan                            |
| 18        | Tòa án cấp cao Orissa                     | 3 tháng 4 năm 1948   | Sắc lệnh Tổ chức Tòa án cấp cao Orissa 1948                        | Odisha                                                  | Cuttack        | —                          | 33        | 24        | 9         | Chakradhari Sharan Singh                   |
| 19        | Tòa án cấp cao Patna                      | 2 tháng 9 năm 1916   | Chế cáo của Quốc vương Anh                                         | Bihar                                                   | Patna          | —                          | 53        | 40        | 13        | K. Vinod Chandran                          |
| 20        | Tòa án cấp cao Punjab và Haryana          | 15 tháng 8 năm 1947  | Sắc lệnh Tổ chức Tòa án cấp cao Punjab 1947                        | Chandigarh, Haryana, Punjab                             | Chandigarh     | —                          | 85        | 64        | 21        | Gurmeet Singh Sandhawalia (quyền chánh án) |
| 21        | Tòa án cấp cao Rajasthan                  | 21 tháng 6 năm 1949  | Sắc lệnh Tổ chức Tòa án cấp cao Rajasthan 1949                     | Rajasthan                                               | Jodhpur        | Jaipur                     | 50        | 38        | 12        | Manindra Mohan Shrivastava                 |
| 22        | Tòa án cấp cao Sikkim                     | 16 tháng 5 năm 1975  | Tu chính án XXXVI Hiến pháp Ấn Độ                                  | Sikkim                                                  | Gangtok        | —                          | 3         | 3         | 0         | Biswanath Somadder                         |
| 23        | Tòa án cấp cao Telangana                  | 1 tháng 1 năm 2019   | Luật Cải tổ Andhra Pradesh 2014                                    | Telangana                                               | Hyderabad      | —                          | 42        | 32        | 10        | Alok Aradhe                                |
| 24        | Tòa án cấp cao Tripura                    | 26 tháng 3 năm 2013  | Luật Cải tổ khu vực Đông Bắc và sửa đổi một số luật liên quan 2012 | Tripura                                                 | Agartala       | —                          | 5         | 4         | 1         | Aparesh Kumar Singh                        |
| 25        | Tòa án cấp cao Uttarakhand                | 9 tháng 11 năm 2000  | Luật Cải tổ Uttar Pradesh 2000                                     | Uttarakhand                                             | Nainital       | —                          | 11        | 9         | 2         | Ritu Bahri                                 |
| Tổng cộng | Tổng cộng                                 | Tổng cộng            | Tổng cộng                                                          | Tổng cộng                                               | Tổng cộng      | Tổng cộng                  | 1114      | 840       | 274       | -                                          |

| Bang/Lãnh thổ liên bang               | Tòa án                           | Trụ sở chính   | Tòa                   |
| ------------------------------------- | -------------------------------- | -------------- | --------------------- |
| Quần đảo Andaman và Nicobar           | Tòa án cấp cao Calcutta          | —              | Port Blair            |
| Arunachal Pradesh                     | Tòa án cấp cao Gauhati           | —              | Itanagar              |
| Andhra Pradesh                        | Tòa án cấp cao Andhra Pradesh    | Amaravati      | —                     |
| Assam                                 | Tòa án cấp cao Gauhati           | Guwahati       | —                     |
| Bihar                                 | Tòa án cấp cao Patna             | Patna          | —                     |
| Chandigarh                            | Tòa án cấp cao Punjab và Haryana | Chandigarh     | —                     |
| Chhattisgarh                          | Tòa án cấp cao Chhattisgarh      | Bilaspur       | —                     |
| Dadra và Nagar Haveli và Daman và Diu | Tòa án cấp cao Bombay            | Mumbai         | —                     |
| Delhi                                 | Tòa án cấp cao Delhi             | New Delhi      | —                     |
| Goa                                   | Tòa án cấp cao Bombay            | —              | Panaji                |
| Gujarat                               | Tòa án cấp cao Gujarat           | Ahmedabad      | —                     |
| Haryana                               | Tòa án cấp cao Punjab và Haryana | Chandigarh     | —                     |
| Himachal Pradesh                      | Tòa án cấp cao Himachal Pradesh  | Shimla         | —                     |
| Jammu và Kashmir                      | Tòa án cấp cao Jammu và Kashmir  | Srinagar/Jammu | —                     |
| Jharkhand                             | Tòa án cấp cao Jharkhand         | Ranchi         | —                     |
| Karnataka                             | Tòa án cấp cao Karnataka         | Bengaluru      | Dharwad và Kalaburagi |
| Kerala                                | Tòa án cấp cao Kerala            | Kochi          | —                     |
| Ladakh                                | Tòa án cấp cao Jammu và Kashmir  | Srinagar/Jammu | —                     |
| Lakshadweep                           | Tòa án cấp cao Kerala            | Kochi          | —                     |
| Madhya Pradesh                        | Tòa án cấp cao Madhya Pradesh    | Jabalpur       | Gwalior và Indore     |
| Maharashtra                           | Tòa án cấp cao Bombay            | Mumbai         | Aurangabad và Nagpur  |
| Manipur                               | Tòa án cấp cao Manipur           | Imphal         | —                     |
| Meghalaya                             | Tòa án cấp cao Meghalaya         | Shillong       | —                     |
| Mizoram                               | Tòa án cấp cao Gauhati           | —              | Aizawl                |
| Nagaland                              | Tòa án cấp cao Gauhati           | —              | Kohima                |
| Odisha                                | Tòa án cấp cao Orissa            | Cuttack        | —                     |
| Puducherry                            | Tòa án cấp cao Madras            | Chennai        | —                     |
| Punjab                                | Tòa án cấp cao Punjab và Haryana | Chandigarh     | —                     |
| Rajasthan                             | Tòa án cấp cao Rajasthan         | Jodhpur        | Jaipur                |
| Sikkim                                | Tòa án cấp cao Sikkim            | Gangtok        | —                     |
| Tamil Nadu                            | Tòa án cấp cao Madras            | Chennai        | Madurai               |
| Telangana                             | Tòa án cấp cao Telangana         | Hyderabad      | —                     |
| Tripura                               | Tòa án cấp cao Tripura           | Agartala       | —                     |
| Uttar Pradesh                         | Tòa án cấp cao Allahabad         | Prayagraj      | Lucknow               |
| Uttarakhand                           | Tòa án cấp cao Uttaranchal       | Nainital       | —                     |
| Tây Bengal                            | Tòa án cấp cao Calcutta          | Kolkata        | Jalpaiguri            |